# Елиза Ожешкова
Елиза Ожешко̀ва (на полски: Eliza Orzeszkowa), с рождено име Елжбѐта Павловска (на полски: Elżbieta Pawłowska) е полска писателка от епохата на позитивизма.

## Биография
Елиза Ожешкова е родена на 6 юни 1841 г. в Милковшчизна, до Гродно. Рожденото ѝ име е Елжбета Павловска, по-малката дъщеря на адвокат Бенедикт Павловски и неговата втора съпруга – Франчишка. В семейния им дом баща ѝ разполага с ценна галерия от картини, както и библиотека, наброяваща няколко хиляди тома. Когато Елжбета е на 3 години обаче, той умира. Имотът е отдаден под наем, а семейството се преместват в Гродно. Оттогава я възпитават само жени: майка, която я нарича Лиса (от тук Елиза), баба, която я нарича Жуня, сестра ѝ, която е три години по-голяма от нея, Клементина, както и бавачка Михалина Кобилинска. Момичето бързо започва да изявява литературния си талант, чете много и пише разкази.
През 1852 г. 11-годишната Елиза, в компанията на баба ѝ, заминава да учи във Варшава. През 1852 – 1857 г. се обучава със стипендия от Ордена на сакраментките. През 1855 г. в пансионата се запознава с Мария Вашиловска, по-късно Мария Конопницка. Общите им литературни интереси ги свързват в приятелство за цял живот. И двете много обичат да четат и да рецитират поезия, особено забранените творби на Адам Мицкевич. Талантът на Елиза и Мария е бил високо оценен от техния учител Игнаци Ковалевски.

### Брак с Пьотр Ожешек
През май 1857 г. Елиза се връща в Милковшчизна. С удоволствие участва на съседските празненства, на едно от което среща Пьотр Ожешек, 16 години по-голям от нея, далечен братовчед на баща ѝ. На младини той изгубва по-голямата част от своя имот и женитбата с единствената наследничка на Милковшчизна е било възможност за него да подобри финансовото си състояние. Малко след това в дома на семейство Видацки пристига сватът да моли за ръката на госпожица Елиза. По настояване на деспотичната майка, предложението за брак е прието.
На 21 януари 1858 г., ненавършила дори 17 г. Елиза се омъжва за Пьотр Ожешек от Кобринска област и заживява с него в имението му в Лудвиново. Първите години от брака, Елиза определя като „безгрижно забавление“, а също така като неин „университет“, тъй като в опит да избяга от тривиалността на обществения живот, често посяга към книгите от бащината библиотека. Тогава се възвръщат мечтите от пансиона за предприемане на действия, които ще направят хората на село по-щастливи. Заедно с по-младия брат на мъжа ѝ, Флоренти, основават училище в Лудвиново. Междувременно конфликтът със съпруга ѝ нараства, тъй като той не споделя нейното очарование от селото и хората в него. През 1862 г. Ожешкова прекарва повече време във Варшава, където под влиянието на патриотичните разкази на равин Маркус Ястров, подхваща идеята за асимилация на полските евреи.
Връща се в Лудвиново, където пребивава по време на Януарското въстание, помагайки на въстаниците. От средата на юни 1863 г., за около две седмици в Лудвиново пребивава Ромуалд Траугут, изтощен и болен, когото малко по-късно (през юли) Ожешкова с личен превоз отвежда до границата с Полското кралство. В написаните по-късно новели, като например в Gloria victis, се опитва да опише своето участие във въстанието в белетристична форма.
Мъжът на Ожешкова най-вероятно не взима активно участие във въстанието, но само с неговото съгласие (и на негова отговорност) е било възможно пребиваването на Ромуалд Траугут в Лудвиново. В резултат на това, през есента на 1863 г. Пьотр Ожешек е арестуван, а през март 1865 г. е изпратен в Сибир, Пермска губерния, а имотът му е конфискуван. Елиза Ожешкова, въпреки първоначалното решение, не заминава с него, а в началото на 1864 г. се пренася до Милковшчизна и започва процес за анулиране на брака ѝ. Благодарение на посредничеството на муравевовски каноници през 1869 г. бракът ѝ е анулиран.

### Продажбата на Милковшчизна
Ожешкова не успява да се справи с ръководенето на имота и след като се съветва с неин приятел адвокат, решава да го продаде. Понеже поляците нямат право да придобиват земи в западните губернии, през 1870 г. собственик става руският полковник Доури.
От 1869 г. Елиза Ожешкова заживява в Гродно, където се отдава на писането.
От по-ранното творчество внимание заслужават „Марта“, „Пан Граба“ и „Меир Езофович“. В творчеството ѝ доминира реализмът. Едни от най-бележитите ѝ творби са „Над Немен“ и тематично близката „Хам“. Други нейни творби, които се отличават, са „Dobra pani“, „A...B...C...“, и „Tadeusz“. Интересен е също така романът „Dwa bieguny“, издаден в Петербург.

### Брак със Станислав Нахорски
През 1894 г. Елиза Ожешкова се омъжва за дългогодишния си приятел Станислав Нахорски. Посвещава много време на благотворителни и социални дейности. Кореспондира си с много бележити фигури на тогавашния социален живот като Леополд Мейет и Зигмунт Милковски. Сътрудничи си със седмичника „Bluszcz“. На 19 ноември 1896 г. по време на бурно празнуване на нейния имен ден, мъжът ѝ получава сърдечни болки и умира.

### Номинация за Нобелова награда за литература
През 1904 г. сред кандидатурите за Нобелова награда за литература се появява и името на Ожешкова. Във вътрешните документи на комитета често присъства като Елиз Ожешко. Нейната кандидатура е предложена от Александър Брюкнер, тогава професор от берлински университет. Кандидатурата ѝ получава подкрепата на Алфре Хенсен, който в разработките на тема нейното творчество в някои отношения често я поставя дори по-високо от Хенрик Сенкевич.
След като членовете на комитета прочитат книгите на Ожешкова, съвместно изразяват мнение, че тя трябва да бъде отличена така, както и Сенкевич. В един от документите дори е написано: „Ако в текстовете на Сенкевич бие благородното полско сърце, то в творчеството на Елиза Ожешкова бие човешкото сърце“.
По-голямата част от комитета внася предложение за присъждане на наградата на Сенкевич, а малка част от него предлага наградата да бъде поделена, като се аргументират с това, че Сенкевич е по-популярен в Полша, и ако наред с него бъде отличена и писателката, това ще я направи по-известна. Тази аргуменатация обаче не убеждава мнозинството, което съвместно решава, че подялбата на наградата не съвпада с интенцията на нейния учредител. Председателят на комитета споделя още, че след няколко години ще бъде възможно и отличието на Ожешкова. С наградата следователно е отличен единствено Сенкевич.
През 1909 г. писателката отново е кандидат за Нобеловата награда, но комисията я присъжда на Селма Лагерльоф.

### Смърт
Ожешкова умира на 18 май 1910 г. в Гродно след тежко сърдечно заболяване. Погребана е на 23 май 1910 г. на гробището в Гродно.
Юзеф Котарбински, обобщавайки живота, социалната и литературна дейност на писателката, изрича над ковчега ѝ думите: „Тя беше живата мъдрост и чувственото сърце на цялата епоха“. През 2001 г. в нейна памет в Гродно е открит музей.

## Произведения
- 1866 Obrazek z lat głodowych (разказ)
- 1868 Ostatnia miłość
- 1868 Z życia realisty
- 1870 Na prowincji
- 1870 W klatce
- 1871 Cnotliwi
- 1871 Pamiętnik Wacławy
- 1872 Pan Graba
- 1873 Na dnie sumienia
- 1873 Marta
- 1875 Eli Makower
- 1876 Rodzina Brochwiczów
- 1876 Pompalińscy
- 1877 Maria
- 1878 Meir Ezofowicz
Меир Езофович, изд. „Сонм“ (2012), прев. Правда Спасова
- 1879 – 1882 Z różnych sfer – сборник разкази
- 1881 Widma
- 1881 Sylwek Cmentarnik
- 1881 Zygmunt Ławicz i jego koledzy
- 1882 – 1883 Bańka mydlana
- 1883 Pierwotni
- 1885 Niziny
- 1885 Dziurdziowie
- 1886 Mirtala
- 1888 Nad Niemnem
Край Неман, изд.: „Народна култура“, София (1956), прев. Димитър Икономов
- 1888 Cham
Простакът, изд.: „Народна култура“, София (1985), прев. Благовеста Лингорска
- 1888 Panna Antonina – сборник разкази
Госпожица Антонина, изд.: „Народна култура“, София (1978), прев. Малина Иванова
- 1888 W zimowy wieczór – сборник разкази
- 1891 Czciciel potęgi
- 1891 Jędza
- 1891 Bene nati
- 1891 Westalka
- 1893 Dwa bieguny
- 1896 Melancholicy
- 1896 Australczyk
- 1898 Iskry – сборник разкази
- 1900 Argonauci
- 1904 Ad astra. Dwugłos
- 1904 I pieśń niech zapłacze
- 1910 Gloria victis – сборник разкази

### Публицистика
- 1870 Kilka słów o kobietach
- 1880 Patriotyzm i kosmopolityzm
- 1882 O Żydach i kwestii żydowskiej

|  | Тази страница частично или изцяло представлява превод на страницата Eliza Orzeszkowa в Уикипедия на полски. Оригиналният текст, както и този превод, са защитени от Лиценза „Криейтив Комънс – Признание – Споделяне на споделеното“, а за съдържание, създадено преди юни 2009 година – от Лиценза за свободна документация на ГНУ. Прегледайте историята на редакциите на оригиналната страница, както и на преводната страница, за да видите списъка на съавторите. ВАЖНО: Този шаблон се отнася единствено до авторските права върху съдържанието на статията. Добавянето му не отменя изискването да се посочват конкретни източници на твърденията, които да бъдат благонадеждни. |